# Henrik Borelius
Knut Henrik Borelius, född 15 december 1971 i Danderyd, är en svensk civilekonom och företagsledare. Han är bror till Maria Borelius.
Borelius var verkställande direktör och koncernchef för Attendo AB 2003–2018. Han har studerat vid Handelshögskolan i Stockholm och har under en period på 90-talet varit ekonomiskribent på Dagens Nyheter.
År 2008 utsågs han av World Economic Forum till Young global leader. 
Borelius anlitades av alliansregeringen som expert på välfärdsfrågor. År 2010 utsågs han av den till ledamot av det dåvarande Välfärdsutvecklingsrådet som skulle "ge regeringen stöd i frågor som rör kvaliteten inom och utvecklingen av välfärden inom vård- och omsorgssektorn". Från 2024 är han styrelsemedlem i SITE, Stockholm Institute of Transition Economics, tidigare kallat Östekonomiska institutet.